# جاكلورد جيكوبس
جاكلورد جيكوبس (بالإنجليزية: Jacklord Jacobs) (مواليد 1970) هو ملاكم نيجيري، مثّل بلاده في الألعاب الأولمبية الصيفية 1992.

## روابط خارجية
جاكلورد جيكوبس على موقع بوكس ريك (الإنجليزية) (registration required)
- جاكلورد جيكوبس على موقع أوليمبيديا (الإنجليزية)